# Museo Amantes de Sumpa
El Museo Los Amantes de Sumpa está ubicado en la Provincia de Santa Elena, Tiene un horno de barro con el que se dan clases de cocina ancestral, una casa tradicional con la batea de madera, el petate y demás elementos de la típica casa costera. Este último vocablo identifica el nombre nativo de la Península de Santa Elena y el sitio arqueológico más antiguo de la costa ecuatoriana, donde se descubrieron los restos de un asentamiento precerámico con evidencias de viviendas, un basural y un cementerio.

## Historia
Las primeras referencias de este lugar las proporcionó el arqueólogo norteamericano Edward Lanning en 1964, quien llamó complejo Las Vegas a un área en la que identificó vestigios de una cultura anterior al aparecimiento de la cerámica. El interés por investigar estos testimonios impulsaron a Olaf Holm (+) a realizar un proyecto de investigación dirigido por la antropóloga Karen Stothert, quien inició los estudios en 1971, identificando un yacimiento en una colina alargada de aproximadamente 150 m de longitud. El sitio fue excavado en varias ocasiones, siendo la última en 1977.
La evidencia arqueológica más conocida de este sitio constituye el enterramiento formado por dos individuos jóvenes (hombre y mujer) depositados en posición flexionada y con los brazos entrelazados. Sobre los esqueletos se encontraron varias piedras ubicadas en diferentes lugares de los cuerpos, como si se tratara de las evidencias de un acto de lapidamiento o de algún rito funerario. Lo cierto es que este hallazgo causó gran admiración en la población de la zona que empezó a reconocerlos como "los amantes de Sumpa". A pesar de que este testimonio resulta ser el más significativo de la excavación del sitio OGSE 80, la importancia del mismo sobrepasa este descubrimiento por cuanto el sitio Las Vegas es hasta hoy la única evidencia de un asentamiento paleoindio de la costa del Ecuador (aproximadamente 7000 años a. C.).
El museo de sitio lleva el nombre Los Amantes de Sumpa, debido al entierro de dos esqueletos que se encuentran abrazados y que forman parte del cementerio de los habitantes de la Cultura Las Vegas, catalogado como uno de los más antiguos del continente americano, hacia el 6.000 a. C. 
El Museo "Los Amantes de Sumpa" se construyó con la ayuda de varias instituciones. La Municipalidad de Santa Elena donando el terreno, porque
justo en ese lugar se encontraron los restos de esta Cultura. La Fundación “Pro Pueblo", la Cemento Nacional, la construcción física de los pabellones y El Banco Central del Ecuador el montaje del museo Gráfico y Etnográfico. La Fundación "Los Amantes de Sumpa”
En la actualidad el museo “Los Amantes de Sumpa” está siendo administrado por el Estado, Ministerio de Cultura y Patrimonio, ente responsable
de gestionar las actividades y velar por la preservación del museo mediante la ejecución de proyectos de inversión pública turística.

## Exposición

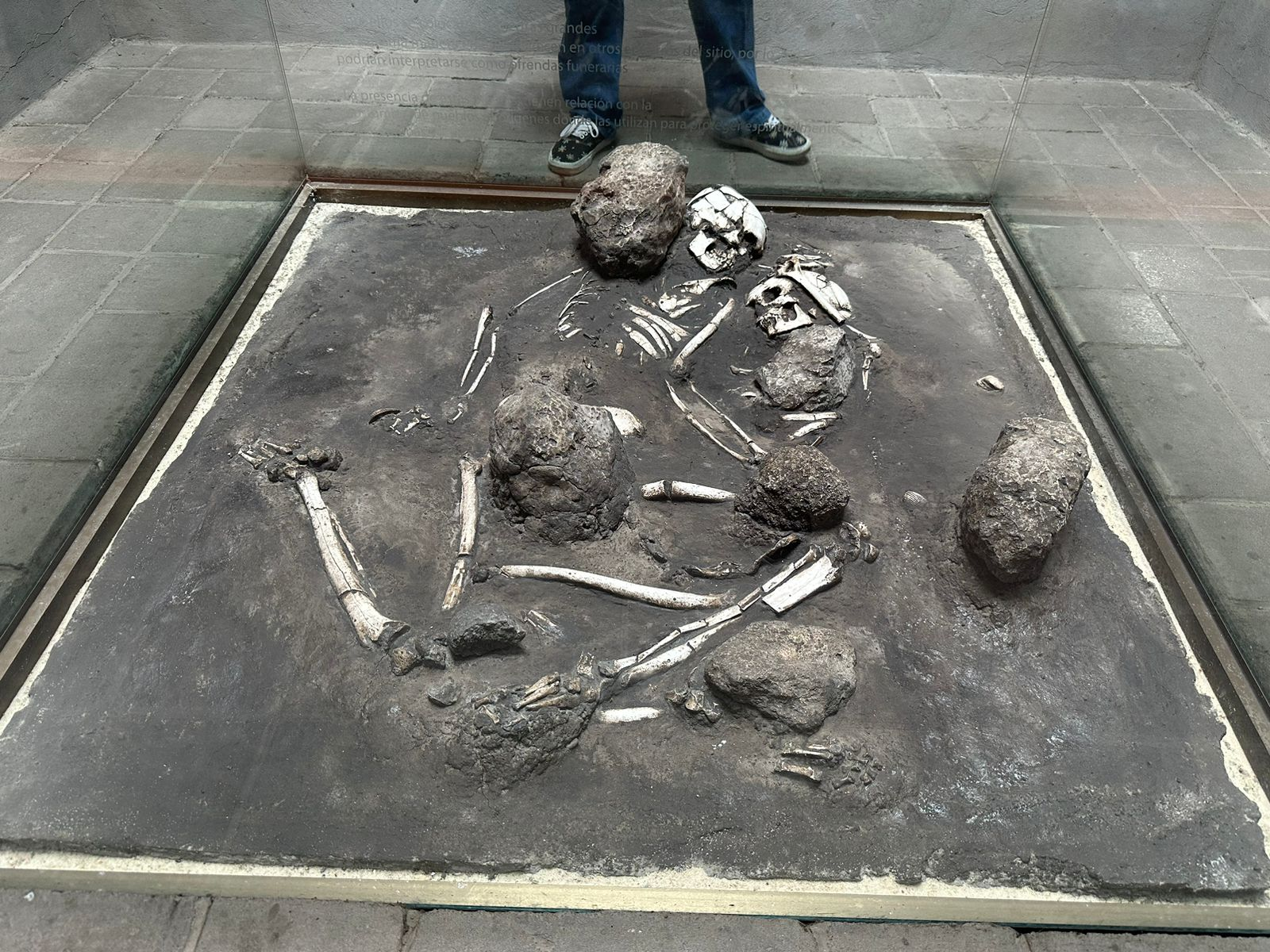
Amantes de Sumpa (fotografiado en 2024)

El museo acoge vestigios de la cultura Las Vegas. Aquí están los restos de un hombre y una mujer abrazados, cuya historia es considerada un símbolo de amor. Es una muestra in situ (del lugar). Fueron sepultados cuidadosamente juntos. El hombre con su mano derecha sobre la cintura de la mujer y con la pierna derecha sobre la pelvis de ella. La mujer, por su parte, se encuentra en posición flexionada, con un brazo sobre su cabeza. Aspecto poco común de este “entierro” son 6 piedras grandes que fueron colocadas encima de los cadáveres de la pareja.También se aprecian otros vestigios que representan la forma en la que enterraban a los primeros habitantes de este territorio costeño, además de exponer piezas de la cultura manteño-huancavilca.